# طاقة غير متجددة

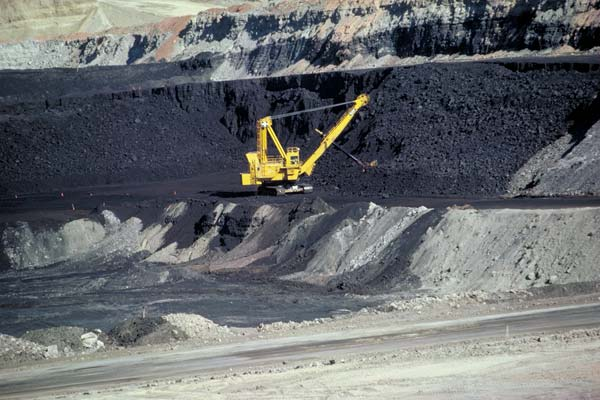
منجم فحم في وايومنغ بالولايات المتحدة. يعتبر الفحم الذي يتم إنتاجه على مدى ملايين السنين هو مورد محدود وغير متجدد.

الطاقة غير المتجددة هي الطاقة المُستمدّة من موارد طبيعية تنفد عند استخدامها، إذ تكون ذات كميات محدودة المصدر، قد تكونت في الأرض منذ ملايين السنين ولها مخزون محدد سينتهي باستهلاكه، ولا يمكن تجديدها في فترة زمنيه قصيرة.
يتكون الوقود الأحفوري من ثلاث أنواع رئيسية هي:
- الفحم الحجري.
- النفط الخام.
- الغاز الطبيعي.

تكون هذا النوع من الوقود في العصور الجيولوجية القديمة وخاصة في العصر الكربوني منذ ما يزيد عن 200 مليون سنة. ويعتقد أنها تكونت من بقايا الكائنات الحية النباتية والحيوانية الكبيرة منها والمجهرية، التي دفنت تحت طبقات
القشرة الأرضية وتأحفرت. وساعد عاملا الضغط والحرارة عبر ملايين السنين على تحولها إلى الفحم والنفط والغاز الطبيعي ويتم تخزينها في الصخور الخازنة.

## الفحم الحجري
يعتبر الفحم الحجري من أهم مصادر الطاقة الأحفورية من حيث حجم احتياطه، فالفحم الحجري يتكون داخل باطن الأرض على مدى ملايين السنين وذلك بسبب تحلل مصادر نباتية بسبب العمليات البيولوجية في أماكن ذات الضغط الشديد والحرارة ومعزولة عن الهواء .

## النفط
يعتبر النفط من أهم مصادر الطاقة وأكثرها استخداماً. وهو عبارة عن سائل أسود كثيف سريع الاشتعال
ويكون من خليط من المركبات العضوية والتي تتكون أساسا من عنصري الكربون والهيدروجين وتعرف باسم الهيدرو كربونات وتتراوح نسبتها في بعض أنواع النفط بين 50 % - 98%. ويساهم النفط اليوم بحوالي 38% من استهلاك الطاقة العالمي.
وتحتوي منطقة الشرق الأوسط على أعلى مخزون للنفط في العالم وتعتبر المملكة العربية السعودية أكبر دولة في العالم من حيث المخزون حيث يقدر مخزونها بـ (263) مليار برميل في عام 2003، أما احتياطيات العالم من النفط الخام فيقدر بـ (1148) مليار برميل.
ويعود سبب انتشار النفط كمصدر للطاقة إلى عدة أسباب منها سهولة نقله وتحويله إلى مشتقات نفطية تتفاوت في الخصائص والاستخدام وكذلك كثرة تواجده في دول لا تستهلك إلا القليل منه نظرا لمحدودية التنمية الصناعية لديها مما يسهل تصديره إلى الدول الصناعية التي تحتاج إلى كميات كبيرة منه.
وعلى الرغم من التطور الهائل في الأبحاث التي تسعى لتقليل الاعتماد على النفط وإيجاد بدائل أخرى، فإن النفط سيبقى مصدر رئيسي للطاقة في كثير من الاستخدامات وخصوصا في قطاع النقل والمواصلات وفي الصناعات البترو كيماوية ودخوله كمادة خام في صناعة البلاستيك واللدائن والألياف الصناعية وغيرها.

## الغاز الطبيعي
يعتبر الغاز الطبيعي من أنظف المصادر الإحفورية للطاقة؛ ويحتوي على وحدات حرارية عالية، ويوجد في باطن الأرض منفرداً أو مختلطاً مع النفط، ويتكون من خليط من المركبات، أهمها غاز الميثان والإيثان والبروبان والبيوتان. وتعتبر المعالجات اللازمة لأعداده كوقود نظيف اقل بكثير مما تحتاجه الفحم أو النفط، وكل ما يحتاجه هو إزالة الشوائب مثل الهيدروجين وأكسيد الكربون. ويدخل الغاز الطبيعي كوقود في الصناعات ذات الاستخدام الكثيف للطاقة مثل صناعة الإسمنت وإنتاج الكهرباء وصناعة الحديد الصلب وغيرها.
ونظرا لكفاءة اقتصاديات استخدام الغاز الطبيعي في محطات توليد الطاقة والعوامل المرتبطة بالمحافظة على البيئة من التلوث فإنه يعتبر أسرع وقود إحفوري من حيث مصدر نمو الاستهلاك على المستوى العالمي، وقد بلغت نسبة مساهمته في الاستهلاك العالمي حوالي 23%.. أما الاحتياطي العالمي منه فقد بلغ حوالي (175770) مليار متر مكعب لعام 2003.
وعلى المستوى العربي فقد شهدت احتياطيات الغاز الطبيعي في الدول العربية زيادة مستمرة خلال السنوات الأخيرة حيث ارتفعت الاحتياطيات المؤكدة من حوالي 8.9 مليارمتر مكعب عام 1970 إلى حوالي (52255) مليار متر مكعب عام 2003، وهذا يشكل نسبة (30 %) من الاحتياطيات العالمية.
ويتواجد الغاز الطبيعي بشكل رئيسي في قطر والسعودية والإمارات العربية المتحدة والجزائر ومصر.

## الطاقة النووية
تعد الطاقة النووية مورداً من موارد الطاقة غير المتجددة. ويستخدم كل مفاعل نووي نشط مادة اليورانيوم كمادة خام. ويعتبر اليورانيوم عنصرنادر الوجود في الطبيعة حيث يعتبر اليورانيوم العنصر الأندر والأغلى ثمناً في العالم، ويعتبر تواجده محدودا في مناطق معدودة حول العالم. 